# Bucculatrix reisseri
Bucculatrix reisseri är en fjärilsart som beskrevs av Hartig 1940. Bucculatrix reisseri ingår i släktet Bucculatrix och familjen kronmalar. Inga underarter finns listade i Catalogue of Life.